# Dipisi

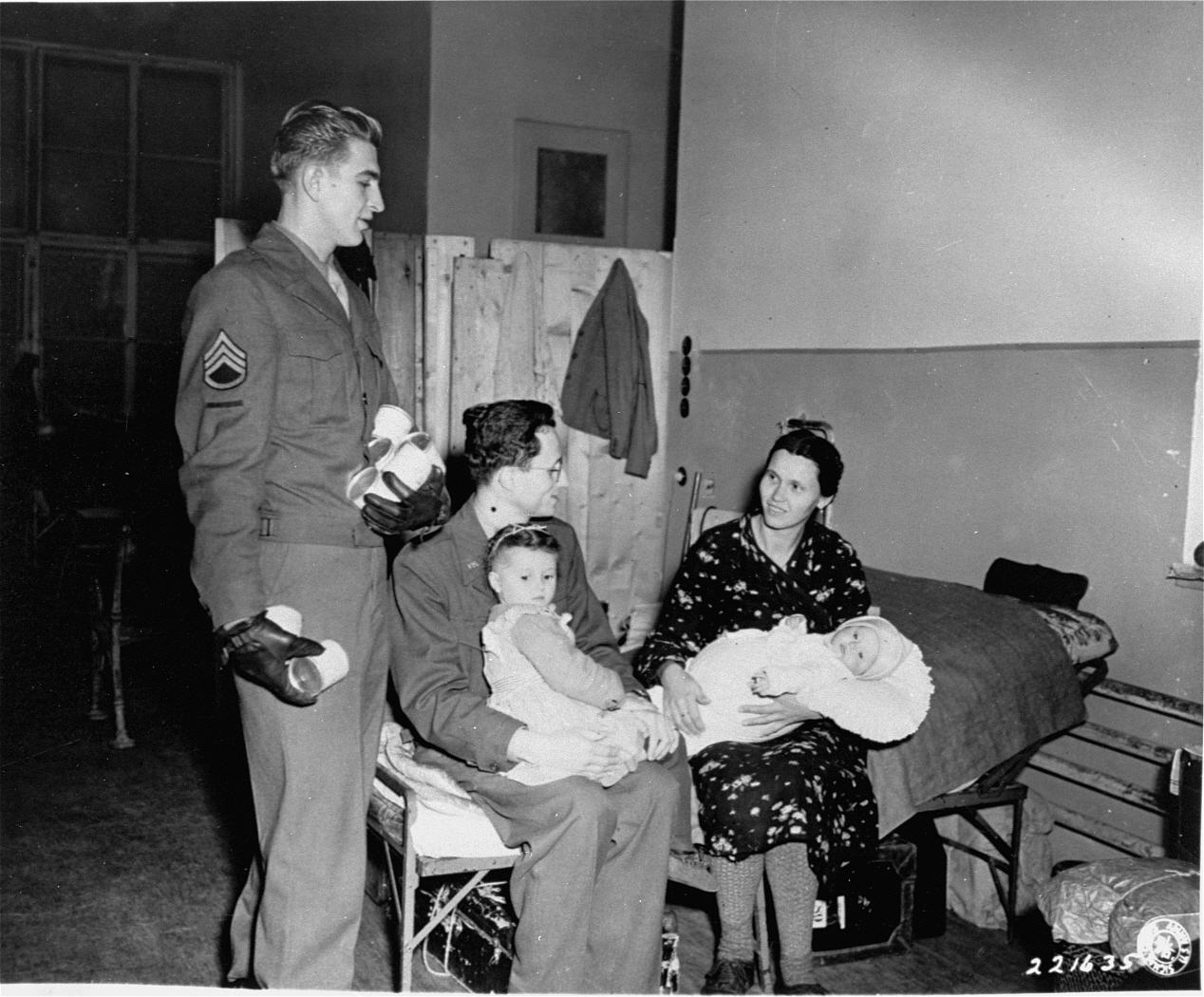
Sierżant Edward Bolshefski z Dowództwa obszaru Wiednia (Vienna Area Command), członek sekcji G-5, wyznaczonej do pomocy "Dipisom", i James Rice, przedstawiciel terenowy Wspólnego Komitetu Dystrybucji Amerykańskich Żydów (American Jewish Joint Distribution Committee), podczas rozmowy z rodziną żydowskich Dipisów w wiedeńskim obozie dla uchodźców.

Dipisi (od ang. displaced persons – osoby przemieszczone, w skrócie DPs) – określenie stosowane przez aliantów wobec osób, które w „wyniku wojny znalazły się poza swoim państwem i chcą albo wrócić do kraju, albo znaleźć nową ojczyznę, lecz bez pomocy uczynić tego nie mogą”.
W okresie bezpośrednio po zakończeniu II wojny światowej dipisami byli wcześniej wywiezieni na roboty przymusowe na teren III Rzeszy, przede wszystkim z terenów Europy Wschodniej, jeńcy wojenni oraz więźniowie uwolnieni z obozów koncentracyjnych.
Osoby te nie powróciły zaraz po wyzwoleniu do swoich krajów i zostały umieszczone w specjalnych obozach. Przeważnie były to dawne obozy koncentracyjne, karne lub jenieckie, czasem również zarekwirowane mieszkania. Ocenia się, że pod koniec 1945 roku w takich obozach przebywało ponad 7 mln osób, z czego w późniejszym okresie do swoich krajów ostatecznie powróciło ok. 90% z nich. Trzy lata po wojnie w brytyjskiej, francuskiej i amerykańskiej strefie okupacyjnej Niemiec było 370 obozów, w Austrii – 120, zaś we Włoszech – 25 obozów, w których w sumie żyło 800 000 uchodźców. Spośród nich 55% było wyznania katolickiego, 27% protestanckiego i prawosławnego, a 18% wyznawało judaizm.